# مود ويلز
مود تشارلوت ماري فيكتوريا ويلز (بالإنجليزية: Maud of Wales)‏ (26 نوفمبر 1869 – 20 نوفمبر 1938) هي ملكة النرويج وزوجة الملك هاكون السابع. وكانت الابنة الصغرى لإدوارد السابع ملك المملكة المتحدة والملكة ألكساندرا. كانت مود ملكة على النرويج لأول مرة منذ عام 1380 بعد استقلالها عن الدنمارك والسويد.

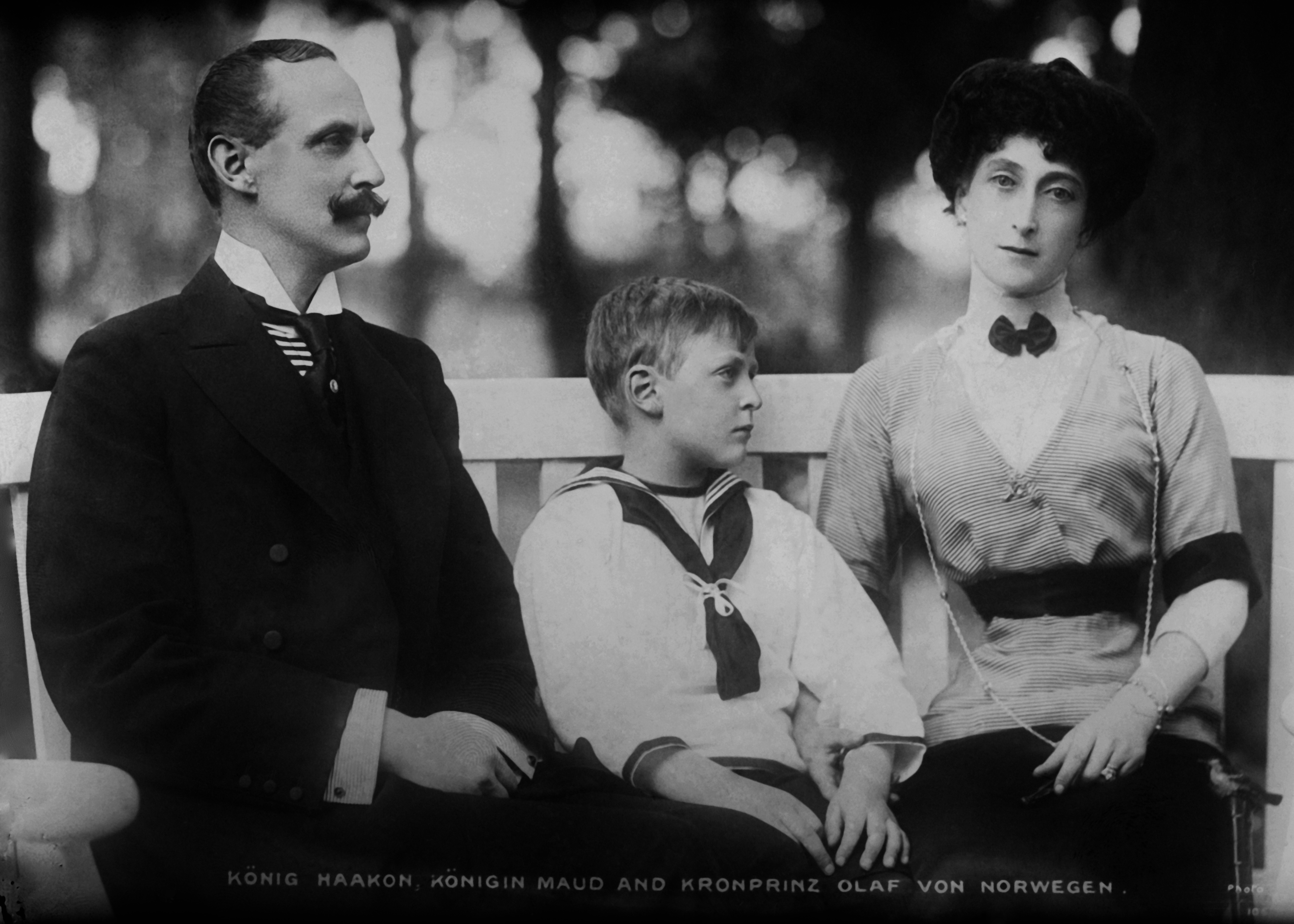
الملكة مود مع ابنها وزوجها.

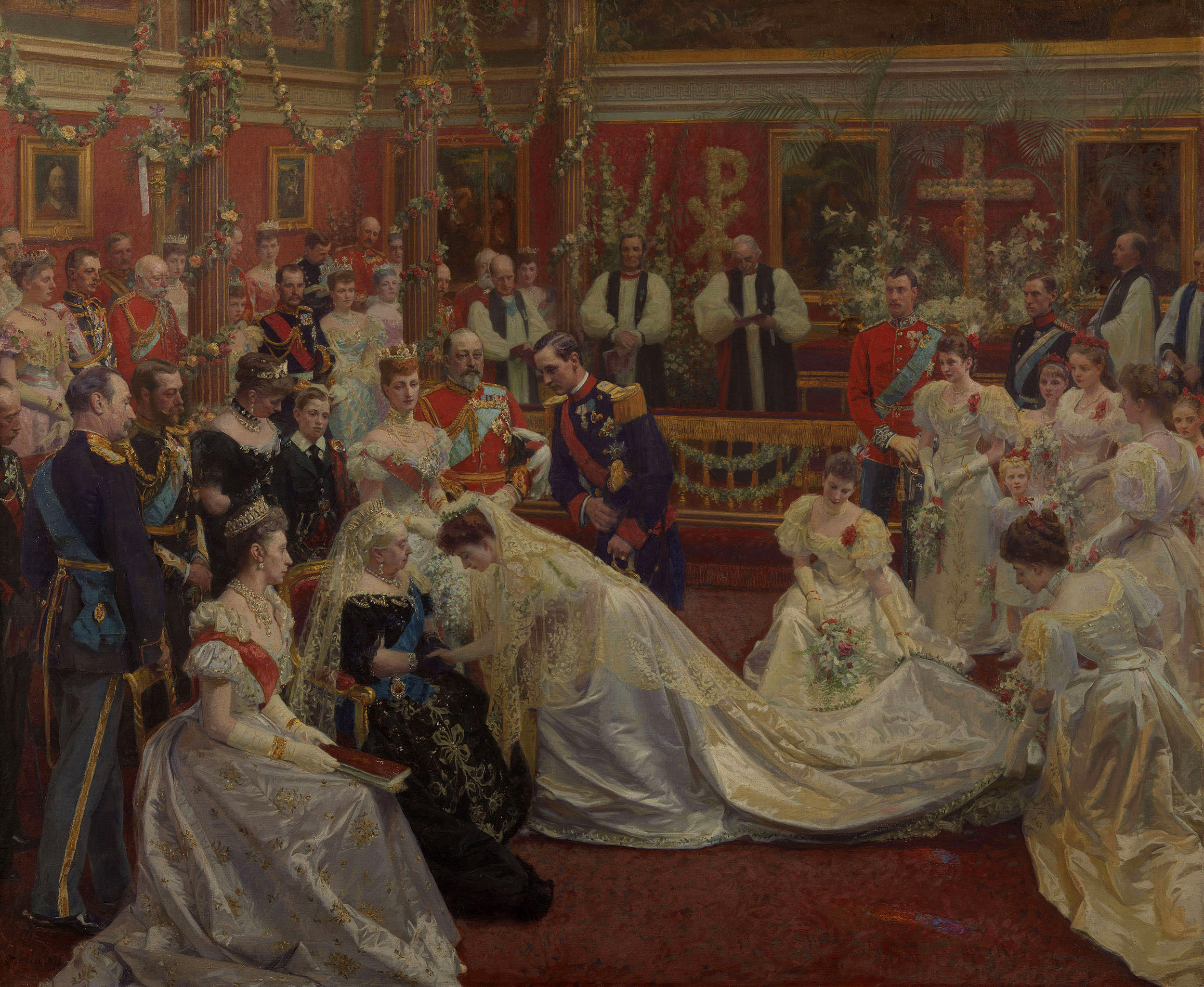
حفل زفاف مود أميرة ويلز وكارل أمير الدنمارك.